# 鹹水溜
鹹水溜（かんすいだめ）は、塩田で集められた鹹水を貯蔵する場所である。たんにツボともいった。

## 概要
堤防上の釜屋ちかくの地盤を長方形、深さ6〜7尺に掘り下げ、周囲と底部に高粘質の粘土を貼って、数回たたき固めて鹹水が洩れないようにする。その上に杉材または松の丸太を数本、渡して梁とする。三角形の屋根を藁で葺き、中央の一部に出入り口を開く。大きさは塩田の生産鹹水の量、また日々の消化煎熬量によってさまざまであるが、大きなものは15間×6間、小さなものは3間×4間などで、数は塩田の広さにもよるがふつう2～4個であった。毎冬、閑散期につぼさらい（溜渫）といって、底に沈殿した泥土を掬い取って、かんうち（寒打）といって周囲の粘土をうち固めて修理した。のち、粘土でなく、鉄筋コンクリート製が出てきて、また屋根は鉄筋コンクリート製の平盤となり、そこに薄い鹹水を溜め、天日濃縮して鹹水の増収を図ることも行なわれた。